# Simris strandängar
Simris strandängar är ett naturreservat i Simrishamns kommun i Skåne län. Området ligger vid kusten strax söder om Simrishamns tätort. Det är naturskyddat sedan 1959 och är 34,5 hektar stort varav 14 hektar landyta. Området ingår i Natura 2000.
Reservatet består av öppen fäladsmark med sandstrand, strandängar, torrängar, kalkfuktängar och kalkkärr. Skåneleden passerar genom området.

## Flora och fauna

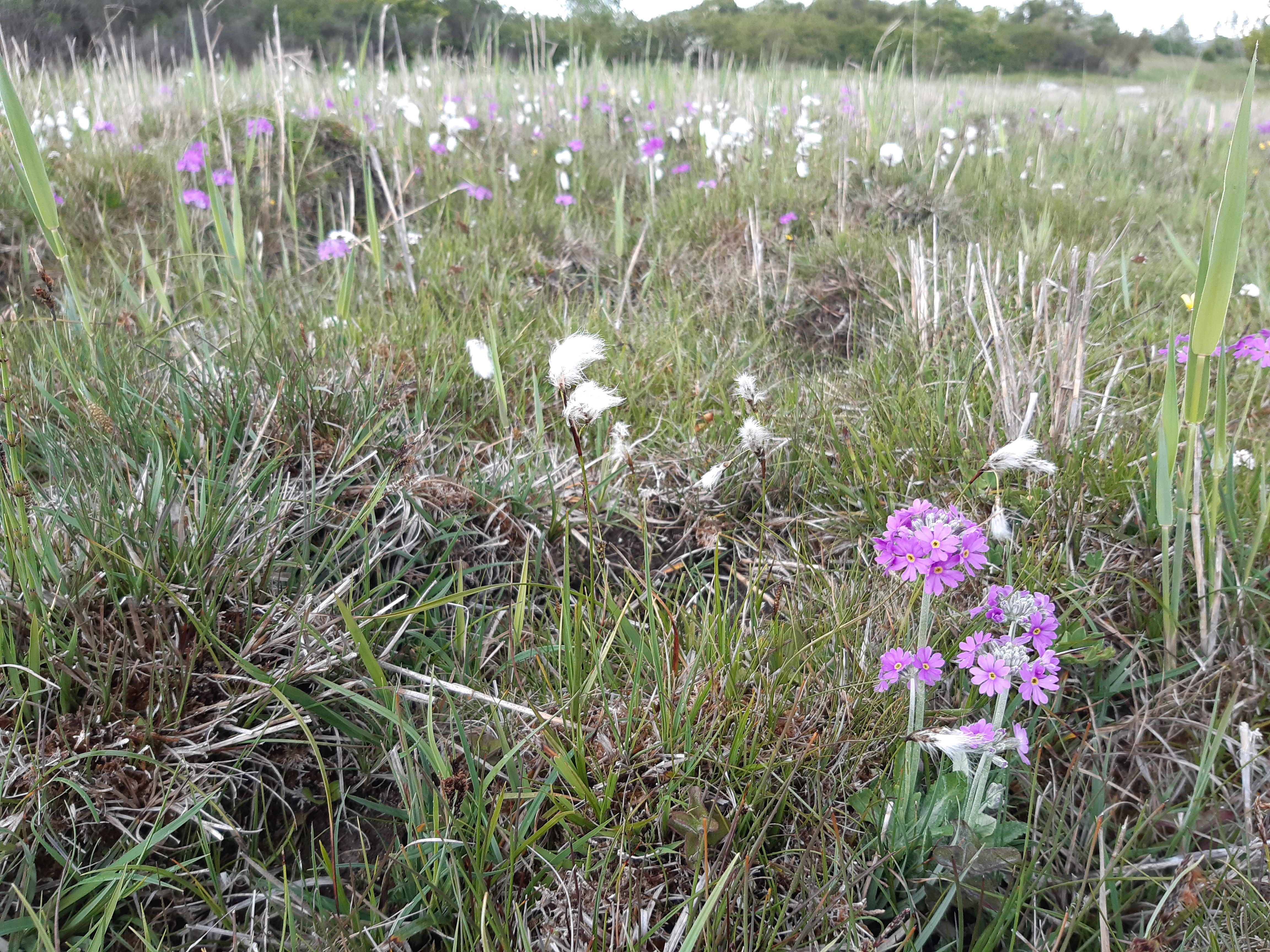
Majvivor och ängsull i blötmarken

I buskvegetationen finns sångare och andra småfåglar, till exempel rosenfink. På fuktig öppen mark häckar tofsvipa. Längs stranden syns knölsvanar, änder och vadare som rödbena. I och kring vattensamlingar finns lövgroda.
I området finns salttåliga växter och ovanliga orkidéer. Bland växtarter kan nämnas strandråg, strandvial, strandkål,  majviva, slåtterblomma, klöverärt, gulkämpar, gul fetknopp och gulyxne.

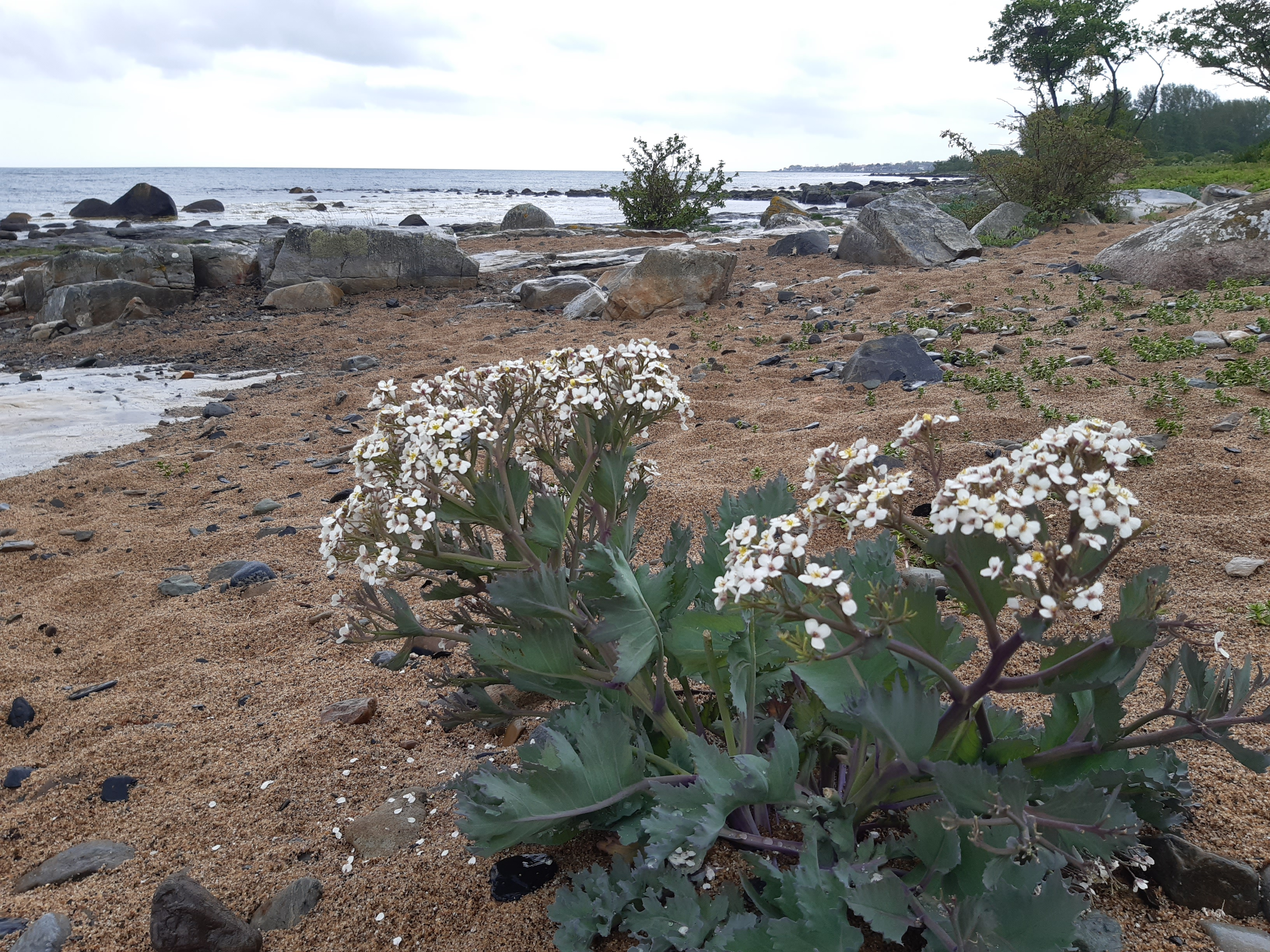
Strandkål

## Geologi
Berggrunden består av sandsten som bildats för drygt 500 miljoner år sedan. I strandlinjen kan man se böljeslagsmärken som bildats av vågrörelser på grunt vatten.